# Sambo nos Jogos Europeus de 2015 - Até 57 kg masculino
A competição até 57 kg masculino foi um dos eventos do sambo nos Jogos Europeus de 2015, em Baku, no Azerbaijão. Foi disputada na Arena Heydar Aliyev no dia 22 de junho.

## Calendário
Horário de verão do Azerbaijão (UTC+5).
| Data        | Horário | Fase                |
| ----------- | ------- | ------------------- |
| 22 de junho | 10:06   | Quartas de final    |
| 22 de junho | 11:18   | Semifinal           |
| 22 de junho | 19:12   | Repescagem e bronze |
| 22 de junho | 19:18   | Final               |

## Medalhistas
| Ouro   | RUS Aymergen Atkunov                            |
| Prata  | AZE Islam Gasumov                               |
| Bronze | BLR Uladzislau Burdz GEO Vakhtangi Chidrashvili |

## Resultados
Os resultados do evento foram os seguintes.
|  | Quartas de final           | Quartas de final     |                            |   | Semifinal | Semifinal |  |  | Final | Final |
|  |                            |                      |                            |   |           |           |  |  |       |       |
|  |                            |                      |                            |   |           |           |  |  |       |       |
|  |                            |                      |                            |   |           |           |  |  |       |       |
|  | RUS Aymergen Atkunov       | 4                    |                            |   |           |           |  |  |       |       |
|  | RUS Aymergen Atkunov       | 4                    |                            |   |           |           |  |  |       |       |
|  | ARM Tigran Kirakosyan      | 0                    |                            |   |           |           |  |  |       |       |
|  | ARM Tigran Kirakosyan      | 0                    | RUS Aymergen Atkunov       | 3 |           |           |  |  |       |       |
|  |                            |                      | RUS Aymergen Atkunov       | 3 |           |           |  |  |       |       |
|  |                            | BLR Uladzislau Burdz | 1                          |   |           |           |  |  |       |       |
|  | UKR Oleksii Poltavtsev     | BLR Uladzislau Burdz | 1                          | 0 |           |           |  |  |       |       |
|  | UKR Oleksii Poltavtsev     |                      |                            | 0 |           |           |  |  |       |       |
|  | BLR Uladzislau Burdz       | 4                    |                            |   |           |           |  |  |       |       |
|  | BLR Uladzislau Burdz       | 4                    | RUS Aymergen Atkunov       | 4 |           |           |  |  |       |       |
|  |                            |                      | RUS Aymergen Atkunov       | 4 |           |           |  |  |       |       |
|  |                            | AZE Islam Gasumov    | 0                          |   |           |           |  |  |       |       |
|  | BUL Borislav Yanakov       | AZE Islam Gasumov    | 0                          | 0 |           |           |  |  |       |       |
|  | BUL Borislav Yanakov       |                      |                            | 0 |           |           |  |  |       |       |
|  | GEO Vakhtangi Chidrashvili | 4                    |                            |   |           |           |  |  |       |       |
|  | GEO Vakhtangi Chidrashvili | 4                    | GEO Vakhtangi Chidrashvili | 1 |           |           |  |  |       |       |
|  |                            |                      | GEO Vakhtangi Chidrashvili | 1 |           |           |  |  |       |       |
|  |                            | AZE Islam Gasumov    | 3                          |   |           |           |  |  |       |       |
|  | ROU Orlando Gruia          | AZE Islam Gasumov    | 3                          | 0 |           |           |  |  |       |       |
|  | ROU Orlando Gruia          |                      |                            | 0 |           |           |  |  |       |       |
|  | AZE Islam Gasumov          | 4                    |                            |   |           |           |  |  |       |       |
|  | AZE Islam Gasumov          | 4                    |                            |   |           |           |  |  |       |       |

### Repescagem
|  | Medalha de bronze     |                       |   |
|  |                       |                       |   |
|  | ARM Tigran Kirakosyan | ARM Tigran Kirakosyan | 1 |
|  | BLR Uladzislau Burdz  | BLR Uladzislau Burdz  | 3 |

|  | Medalha de bronze          |                            |   |
|  |                            |                            |   |
|  | ROU Orlando Gruia          | ROU Orlando Gruia          | 0 |
|  | GEO Vakhtangi Chidrashvili | GEO Vakhtangi Chidrashvili | 4 |